# Kazuo Saitō (Fußballspieler)
Kazuo Saitō (jap. 斉藤 和夫, Saitō Kazuo; * 27. Juli 1951 in der Präfektur Saitama) ist ein ehemaliger japanischer Fußballspieler.

## Nationalmannschaft
1976 debütierte Saitō für die japanische Fußballnationalmannschaft. Saitō bestritt 32 Länderspiele.

## Errungene Titel
- Japan Soccer League: 1978, 1982
- Kaiserpokal: 1978, 1980

## Persönliche Auszeichnungen
- Japan Soccer League Best Eleven: 1975, 1977, 1978